# Sulfalene
Sulfalene (INN, USAN) hoặc sulfametopyrazine (BAN) là một loại thuốc kháng khuẩn sulfonamide có tác dụng lâu dài được sử dụng để điều trị viêm phế quản mãn tính, nhiễm trùng đường tiết niệu và sốt rét. Tính đến năm 2014, chỉ có hai quốc gia mà hiện tại nó vẫn được bán trên thị trường: Thái Lan và Ireland.
Nó được phát hiện bởi các nhà nghiên cứu tại Farmitalia và được xuất bản lần đầu tiên vào năm 1960 và được bán trên thị trường với tên Kelfizina.